# Sophus Michaëlis
Sophus Michaëlis, född 14 maj 1865 i Odense, död 28 januari 1932 i Köpenhamn, var en dansk författare, en tid gift med Karin Michaëlis. 
Det mest betydande i hans produktion är hans lyrik, som är starkt franskpåverkad och utmärker sig genom sitt konstspråk. Han gav också ut bland annat romanerna Giovanna (1901), Den evige Søvn (1912, om Napoleon I i Ryssland) och Hellener og Barbar (1914), och skådespelet Revolutionsbryllup (1906).

## Utmärkelser
- Anckerska legatet,  1903[10]
- Otto Benzons Forfatterlegat,  1914[10]
- Riddare av Dannebrogorden,  2 juni 1919[11]
- Dannebrogsmännens hederstecken,  13 november 1929[7][11]
- Officier de l’instruction publique[11]

[Redigera Wikidata]